# Векторне числення
Векторне числення — область математичного аналізу, в якій вивчаються скалярні і векторні поля.
Основною теоремою векторного числення є Теорема Стокса.
Багато результатів векторного числення можуть бути представлені як часткові випадки диференціальної геометрії. Векторне числення відіграє важливу роль у диференційній геометрії і при вивченні диференційних рівнянь з частинними похідними. Воно широко використовується у фізиці і інженерії, особливо при описанні електромагнітних полів, гравітаційних полів і законів гідродинаміки.
Векторне числення розвинулося із області аналізу кватерніонів, над яким працювали Дж. Віллард Ґіббз і Олівер Хевісайд наприкінці 19-го століття, і більша частина нотацій і термінології була встановлена Ґіббзом і Едвіном Бідвеллом Вілсоном у опублікованій ними книзі в 1901, Векторний аналіз. У традиційній формі із застосуванням векторного добутку, векторне числення не можна узагальнити до більших вимірів, в той час як альтернативний підхід геометричної алгебри, що використовує зовнішній добуток може бути узагальненим.

## Базові поняття

### Скалярне поле
Скалярне поле пов'язує скалярне значення до кожної точки в просторі. Скаляром може бути як математичне число так і фізична величина. Прикладом скалярних полів в типових застосуваннях є розподілення температури в просторі, розповсюдження тиску в рідині, або спін-нульові квантові поля, такі як Бозон Хіггса. Ці поля є предметом вивчення  теорії скалярного поля.

### Векторне поле
Векторне поле пов'язує вектор до кожної точки з підмножини простору. Векторне поле на площині, як приклад, можна зобразити як набір стрілок із заданою величиною і напрямом, що прив'язані до окремих точок на площині. Векторні поля часто використовуються для моделювання, наприклад, напряму і швидкості руху рідини в просторі, або сили і напрямку дії деякої сили, такої як магнітна або гравітаційна сила, і того як вони змінюються від точки до точки.

### Вектори і псевдовектори
У більш складних випадках, розрізняють псевдовекторні поля і псевдоскалярні поля, що є ідентичними до векторних і скалярним полів, замість того, що вони змінюють свій знак відповідно до мапи перевертання орієнтації: наприклад, ротор векторного поля є псевдовекторним полем, і якщо хтось відображає векторне поле, ротор вказує в протилежному напряму. Ці відмінності детально вивчаються в геометричній алгебрі.

## Векторна алгебра
Алгебраїчні (не диференційні) операції над векторами називаються векторною алгеброю, яка визначається для векторного простору і застосовується для векторного поля. Базовими векторними операціями є наступні:
| Операція           | Позначення                                              | Опис                                                                                              |
| ------------------ | ------------------------------------------------------- | ------------------------------------------------------------------------------------------------- |
| Додавання векторів | {\displaystyle \mathbf {v} _{1}+\mathbf {v} _{2}}       | Додавання двох векторних полів, в результаті дає векторне поле.                                   |
| Множення на скаляр | {\displaystyle a\mathbf {v} }                           | Множення скалярного поля на векторне поле, дає результатом векторне поле.                         |
| Скалярний добуток  | {\displaystyle \mathbf {v} _{1}\cdot \mathbf {v} _{2}}  | Множення двох векторних полів має результатом скалярне поле.                                      |
| Векторний добуток  | {\displaystyle \mathbf {v} _{1}\times \mathbf {v} _{2}} | Множення двох векторних полів в {\displaystyle \mathbb {R} ^{3}}, породжує (псевдо)векторне поле. |

Також використовуються два мішаних добутки:
| Операція                  | Позначення                                                                                  | Опис                                                          |
| ------------------------- | ------------------------------------------------------------------------------------------- | ------------------------------------------------------------- |
| Скалярний мішаний добуток | {\displaystyle \mathbf {v} _{1}\cdot \left(\mathbf {v} _{2}\times \mathbf {v} _{3}\right)}  | Скалярний добуток вектора на векторний добуток двох векторів. |
| Векторний мішаний добуток | {\displaystyle \mathbf {v} _{1}\times \left(\mathbf {v} _{2}\times \mathbf {v} _{3}\right)} | Векторний добуток вектора на скалярний добуток двох векторів. |

## Операції і теореми

### Диференційні оператори
Векторне числення вивчає різні диференціальні оператори визначені для скалярного або векторного полів, які зазвичай позначаються оператором Гамільтона ({\displaystyle \nabla }), що також відомий як "набла". Трьома основними векторними операторами є:
| Операція                                                                             | Позначення                                                                     | Опис                                                                                             | Аналогія позначень | Область/Діапазон                               |
| ------------------------------------------------------------------------------------ | ------------------------------------------------------------------------------ | ------------------------------------------------------------------------------------------------ | ------------------ | ---------------------------------------------- |
| Градієнт                                                                             | {\displaystyle \operatorname {grad} (f)=\nabla f}                              | Вимірює швидкість і напрям зміни скалярного поля.                                                | Множення на скаляр | Зображає скалярні поля у векторні поля.        |
| Дивергенція                                                                          | {\displaystyle \operatorname {div} (\mathbf {F} )=\nabla \cdot \mathbf {F} }   | Вимірює скалярну величину джерела векторного поля в даній точці.                                 | Скалярний добуток  | Зображає векторні поля у скалярні поля.        |
| Ротор                                                                                | {\displaystyle \operatorname {curl} (\mathbf {F} )=\nabla \times \mathbf {F} } | Вимірює тенденцію до обертання довкола точки у векторному полі {\displaystyle \mathbb {R} ^{3}}. | Векторний добуток  | Зображає векторні поля у псевдо-векторні поля. |
| {\displaystyle f} позначає скалярне поле, а {\displaystyle F} позначає векторне поле |                                                                                |                                                                                                  |                    |                                                |

Також загальновживаними є два оператори Лапласа:
| Операція                                                                             | Позначення | Опис                                                                                                | Область/Діапазон                            |
| ------------------------------------------------------------------------------------ | --- | --------------------------------------------------------------------------------------------------- | ------------------------------------------- |
| Оператор Лапласа                                                                     | {\displaystyle \Delta f=\nabla ^{2}f=\nabla \cdot \nabla f}                                                           | Вимірює різницю між значенням скалярного поля в їх середніх значеннях при нескінченно малих сферах. | Виконує перетворення між скалярними полями. |
| Векторний оператор лапласа                                                           | {\displaystyle \nabla ^{2}\mathbf {F} =\nabla (\nabla \cdot \mathbf {F} )-\nabla \times (\nabla \times \mathbf {F} )} | Вимірює різницю між значенням скалярного поля в їх середніх значеннях при нескінченно малих сферах. | Виконує перетворення між векторними полями. |
| {\displaystyle f} позначає скалярне поле, а {\displaystyle F} позначає векторне поле | | |                                             |

Величина, що називається Якобіаном є корисною для вивчення функцій, коли область і діапазон значень функції є багатомірними, наприклад, при заміні змінних під час інтегрування.

### Інтегральні теореми
Три основні векторні оператори мають під собою відповідні теореми, які узагальнюють основну формулу інтегрального числення до більших вимірів:
| Градієнтна теорема                                                                          | {\displaystyle \int _{L[\mathbf {p} \to \mathbf {q} ]\subset \mathbb {R} ^{n}}\nabla \varphi \cdot d\mathbf {r} =\varphi \left(\mathbf {q} \right)-\varphi \left(\mathbf {p} \right)}                | Криволінійний інтеграл градієнта над скалярним полем дорівнює різниці значень скалярного поля у кінцевих точках кривої.                                                             |
| Теорема про дивергенцію                                                                     | {\displaystyle \underbrace {\int \cdots \int _{V\subset \mathbb {R} ^{n}}} _{n}(\nabla \cdot \mathbf {F} )\,dV=\underbrace {\oint \cdots \oint _{\partial V}} _{n-1}\mathbf {F} \cdot d\mathbf {S} } | Інтеграл над дивергенцією векторного поля по n-вимірному тілу дорівнює густині потоку векторного поля через (n − 1)-вимірну замкнену поверхню, що обмежує тіло.                     |
| Теорема Кельвіна-Стокса                                                                     | {\displaystyle \iint _{\Sigma \,\subset \mathbb {R} ^{3}}\nabla \times \mathbf {F} \cdot d\mathbf {\Sigma } =\oint _{\partial \Sigma }\mathbf {F} \cdot d\mathbf {r} }                               | Інтеграл по кривій у векторному полі по поверхні в просторі {\displaystyle \mathbb {R} ^{3}} дорівнює лінійному інтегралу векторного поля по замкненій кривій, що обмежує поверхню. |
| {\displaystyle \varphi } позначає скалярне поле, а {\displaystyle F} позначає векторне поле | | |

У випадку для двох вимірів, теореми про дивергенцію і Кельвіна-Стокса спрощуються до теореми Гріна:
| Теорема Гріна | {\displaystyle \iint _{A\,\subset \mathbb {R} ^{2}}\left({\frac {\partial M}{\partial x}}-{\frac {\partial L}{\partial y}}\right)\,dA=\oint _{\partial A}\left(L\,dx+M\,dy\right)} | Інтеграл над дивергенцією або кривою у векторному полі по деякій області в {\displaystyle \mathbb {R} ^{2}} дорівнює густині потоку енергії або лінійному інтегралу у векторному полі по замкненій кривій, що обмежує область. |
| Для дивергенції, {\displaystyle F=(M,-L)}. Для кривої, {\displaystyle F=(L,M,0)}. L і M є функціями змінних (x, y). | | |

## Застосування

### Лінійна апроксимація
Лінійна апроксимація (наближення) використовується аби замінити складні функції лінійними функціями, що є дуже подібними. Дана диференційована функція {\displaystyle f(x,y)} дійсних змінних. Можна апроксимувати функцію {\displaystyle f(x,y)} для {\displaystyle (x,y)}, що є близькими до {\displaystyle (a,b)} за допомогою формули
{\displaystyle f(x,y)\approx f(a,b)+{\frac {\partial f}{\partial x}}(a,b)(x-a)+{\frac {\partial f}{\partial y}}(a,b)(y-b).}
В правій частині представлене рівняння площини, що є дотичною до графіку функції {\displaystyle z=f(x,y)} у точці {\displaystyle (a,b).}

### Оптимізація
Для неперервно диференційованої функції багатьох дійсних змінних, точка P (що є множиною значень вхідних змінних, і яка розглядається як точка в просторі Rn) є критичною точкою якщо всі часткові похідні функції дорівнюють нулю в даній точці P, або, еквівалентно, якщо її градієнт дорівнює нулю. Критичними значеннями є значення функції в критичних точках.
Якщо функція є гладкою, або, принаймні двічі неперервно диференційована, критична точка може бути або  локальним максимумом, локальним мінімумом або сідловою точкою. Ці різні випадки можна розрізнити, якщо розглянути власні значення матриці Гессе для других похідних.
Відповідно до теореми Ферма, всі локальні максимуми і мінімуми диференційованої функції знаходяться в критичних точках. Таким чином, аби знайти локальні максимуми і мінімуми, теоретично, є достатнім розрахувати нулі градієнта і власні значення матриці Гессе в цих нулях.

### Фізика і інженерія
Векторне числення зокрема важливе для вивчення:
- Центра мас
- Теорії поля
- Кінематики
- Рівнянь Максвелла

## Основні формули векторного числення
Для довільних векторних полів {\displaystyle \mathbf {a} } та {\displaystyle \mathbf {b} } і довільних склярних полів {\displaystyle \varphi } та {\displaystyle \xi }
- {\displaystyle {\text{rot}}\;\nabla \varphi =0}
- {\displaystyle {\text{div}}\;{\text{rot}}\;\mathbf {a} =0}
- {\displaystyle {\text{rot}}\;{\text{rot}}\;\mathbf {a} =\nabla {\text{div}}\;\mathbf {a} -\Delta \mathbf {a} }
- {\displaystyle \nabla (\varphi \xi )=\varphi \nabla \xi +\xi \nabla \varphi }
- {\displaystyle {\text{div}}\;(\varphi \mathbf {a} )=\varphi {\text{div}}\;\mathbf {a} +\mathbf {a} \cdot \nabla \varphi }
- {\displaystyle {\text{rot}}\;(\varphi \mathbf {a} )=\varphi {\text{rot}}\;\mathbf {a} +[\nabla \varphi \times \mathbf {a} ]}
- {\displaystyle {\text{div}}\;[\mathbf {a} \times \mathbf {b} ]=\mathbf {b} \cdot {\text{rot}}\;\mathbf {a} -\mathbf {a} \cdot {\text{rot}}\;\mathbf {b} }
- {\displaystyle \nabla (\mathbf {a} \cdot \mathbf {b} )=(\mathbf {a} \cdot \nabla )\mathbf {b} +(\mathbf {b} \cdot \nabla \mathbf {a} )+[\mathbf {a} \times {\text{rot}}\;\mathbf {b} ]+[\mathbf {b} \times {\text{rot}}\;\mathbf {a} ]}
- {\displaystyle {\text{rot}}\;[\mathbf {a} \times \mathbf {b} ]=(\mathbf {b} \cdot \nabla )\mathbf {a} -(\mathbf {a} \nabla )\mathbf {b} +\mathbf {a} {\text{div}}\;\mathbf {b} -\mathbf {b} {\text{div}}\;\mathbf {a} }

## Узагальнення

### Різні 3-вимірні многовиди
Векторне числення як правило визначається для евклідового 3-вимірного простору {\displaystyle \mathbb {R} ^{3},} яке як правило має додаткову структуру крім простого представлення як 3-вимірного дійсного векторного простору, цією структурою є норма (що задає поняття довжини) яка визначається через внутрішній добуток (скалярний добуток). Це в свою чергу додає поняття кута, і орієнтації, що може визначатися за правилом правої чи лівої руки. Ці структури також приводять до поняття форми об'єму, а також до векторного добутку, який досить широко і всебічно використовується у векторному численні.
Оператори градієнту і дивергенції потребують лише існування внутрішнього добутку, а ротор і векторний добуток потребують враховувати направленість  системи координат за правилом правої чи лівої руки.
Векторне числення може бути визначене і для інших 3-вимірних векторних просторів, якщо вони визначають предгільбертів простір (або в більш загально кажучи, мають симетричну невироджену форму) і орієнтацію. Варто зауважити що ці вимоги є вужчими за ізоморфізм Евклідового простору, оскільки векторне числення не потребує використання множини координат (тобто системи відліку), що підкреслює той факт, що векторне числення є інваріантним до обертань (спеціальна ортогональна група SO(3)).
У більш загальному випадку, векторне числення може визначатися для будь-якого 3-вимірного орієнтованого ріманового многовиду, або для псевдоріманового многовида. Ця структура просто кажучи означає, що дотичний простір в кожній точці має внутрішній добуток (симетричну невироджену форму) і орієнтацію, або більш загально, в ньому існує симетричний невироджений метричний тензор і орієнтація, і це є дійсним тому що векторне числення визначається через дотичні вектори в кожній точці.